# Luscinia luscinia
L'usignolo maggiore (Luscinia luscinia (Linnaeus, 1758)) è un piccolo passeriforme precedentemente classificato come membro della famiglia dei Turdidae ora generalmente considerato come membro dei Muscicapidi.

## Descrizione
L'usignolo maggiore è simile come dimensioni al pettirosso. È uniformemente grigio sopra e grigio tendente al bianco di sotto. Le sue tinte più grigie danno l'apparenza di una nuvola alla parte inferiore e la mancanza ovvia delle macchie laterali sulla coda rossa sono le differenze più evidenti da quella specie. I sessi sono simili tra loro.  

## Biologia

### Canto

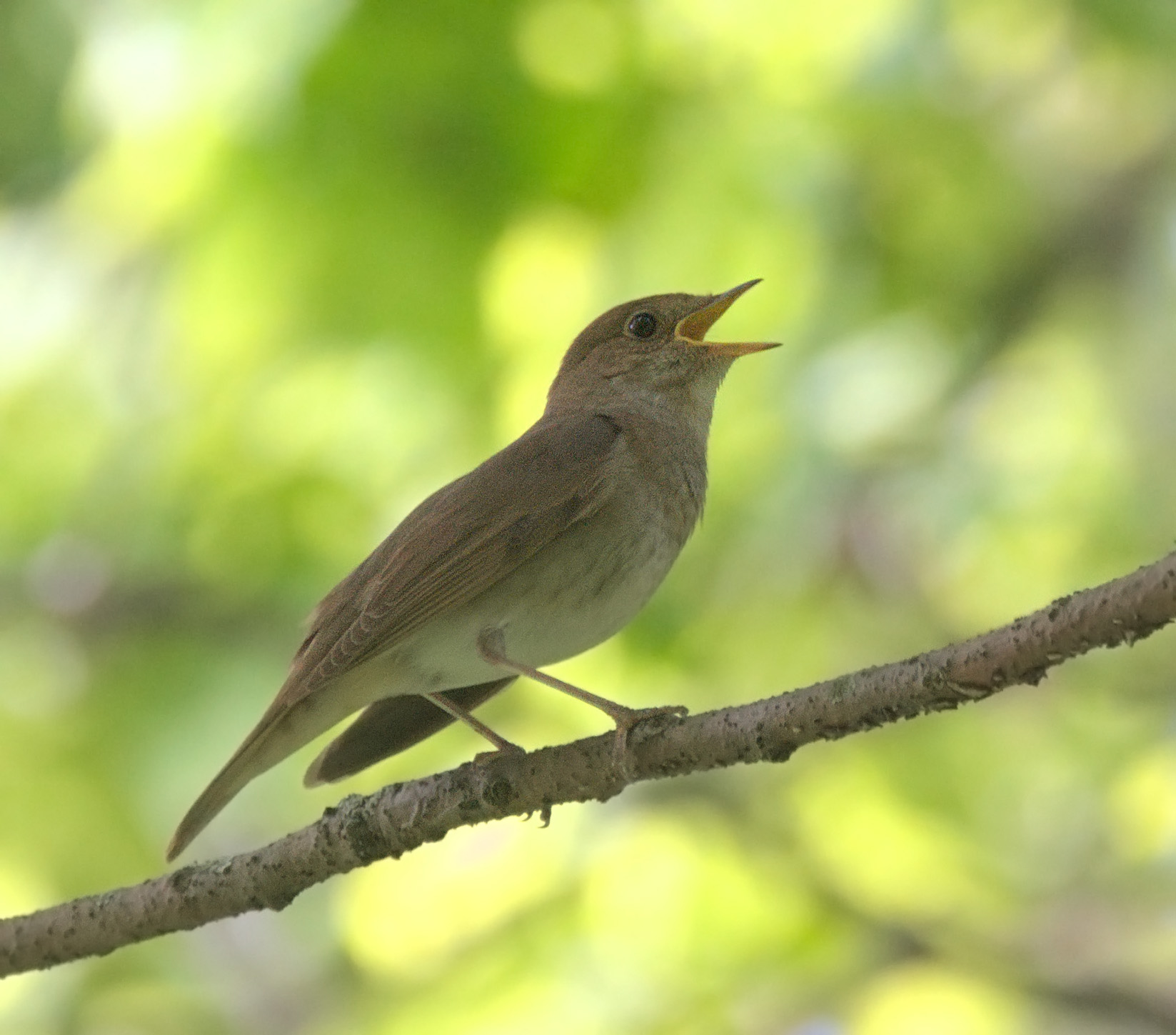

Il canto del maschio è alto, con una gamma di fischi, trilli e schiocchi. Non ha l'alto fischio in crescendo dell'usignolo.

### Alimentazione
Insettivoro

### Riproduzione

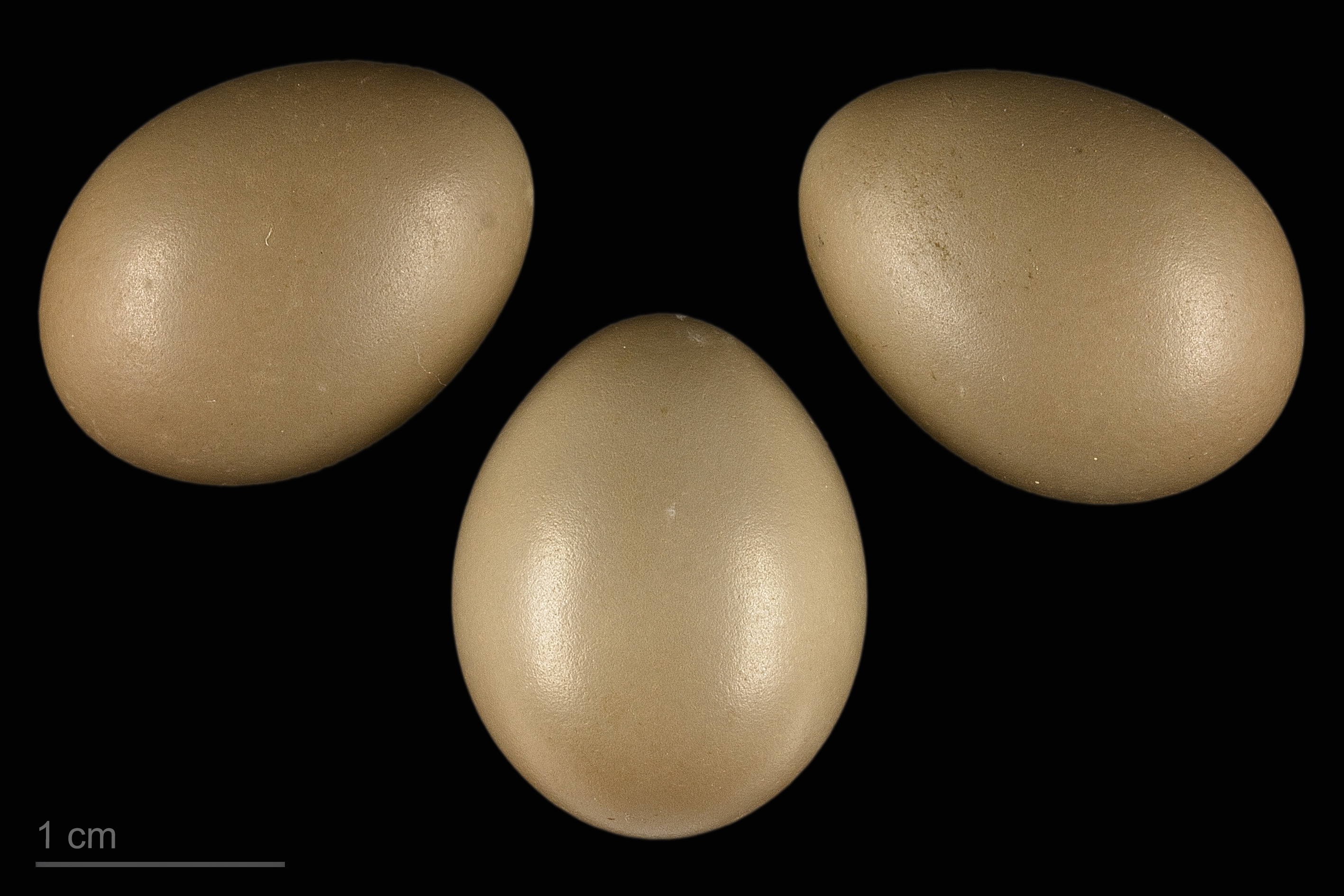
Uova di Luscinia luscinia - Museo di Tolosa

Nidifica in densi e bassi arbusti.

## Distribuzione e habitat
È un uccello migratore che vive nelle foreste dell'Europa e dell'Asia. La distribuzione è più a nord dell'usignolo a cui è strettamente imparentato.  Sverna in Africa.

## Simboli
Nelle tradizioni popolari, il rossignolo annuncia la primavera, è l'uccello del mese di maggio, ma è anche e soprattutto il simbolo dell'amore. La contea di Nizza (Francia) ha conservato il suo Rossignol che vola nei canti tradizionali ed i tondi di maggio, il cui tema ha ispirato Čajkovskij per il suo Humoresque opus 10-2.